# Гаити на летних Олимпийских играх 1960
Республика Гаити принимала участие в Летних Олимпийских играх 1960 года в Риме (Италия) после двадцативосьмилетнего перерыва, в пятый раз за свою историю. 
Делегация Гаити состояла из двух человек: штангиста, знаменосца Филома Лагерра и главы делегации Пьера Плезимона.
Гаити не завоевала ни одной медали.

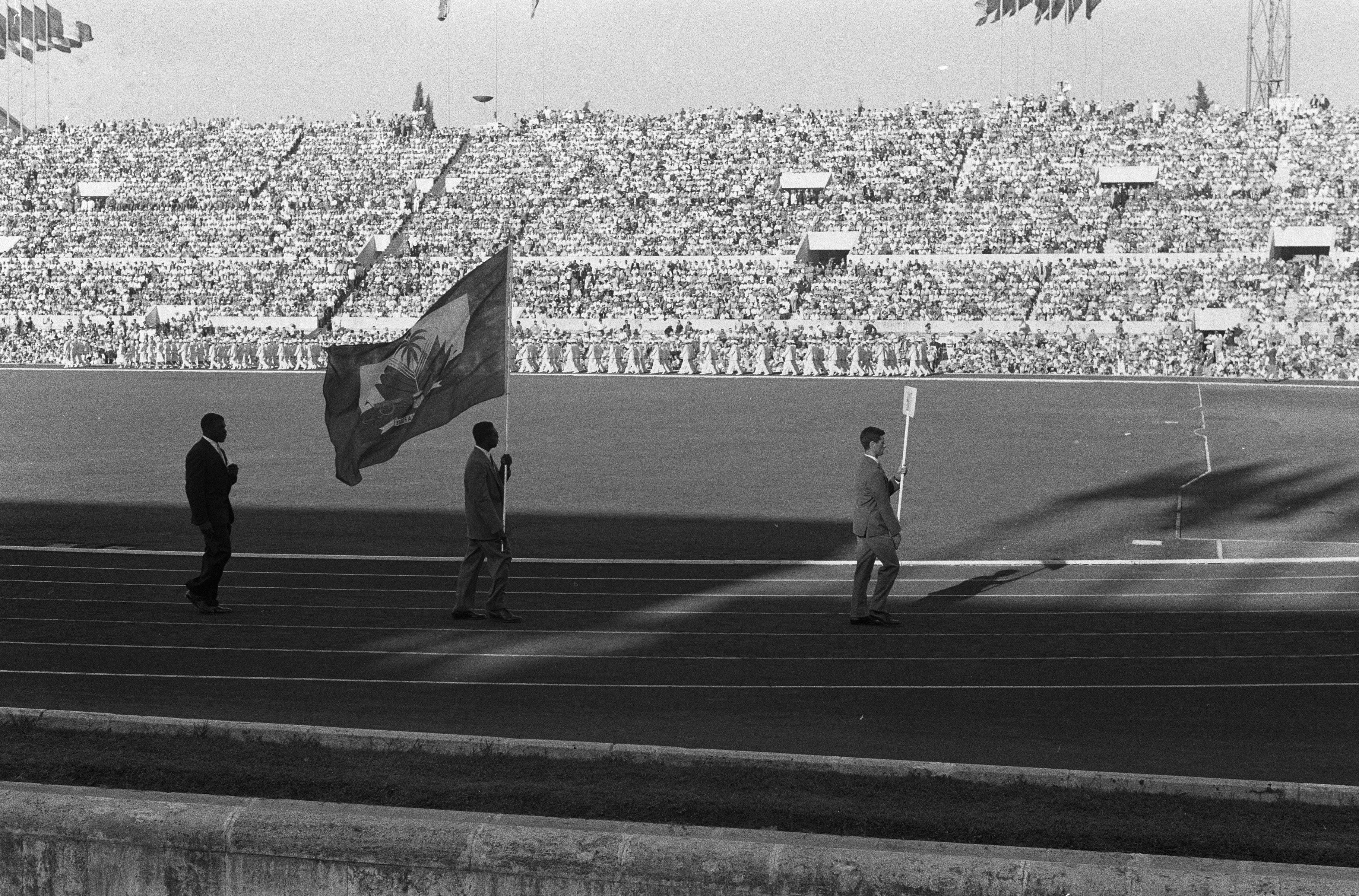
Филом Лагерр на церемонии открытия с флагом.

Филом Лагерр в весовой категории до 90 кг выбыл из розыгрыша, подняв в жиме 137,5 кг и не сделав ни одной зачётной попытки в рывке.